# Satu Nou (gmina Lipănești)
Satu Nou – wieś w Rumunii, w okręgu Prahova, w gminie Lipănești. W 2011 roku liczyła 142 mieszkańców.